# Cantonul Aubin
Cantonul Aubin este un canton din arondismentul Villefranche-de-Rouergue, departamentul Aveyron, regiunea Midi-Pyrénées, Franța.

## Comune
- Aubin (reședință)
- Cransac
- Firmi
- Viviez